# Pteragogus cryptus
Pteragogus cryptus ist eine kleine Fischart aus der Familie der Lippfische, die im Roten Meer und im westlichen Pazifik von Indonesien im Westen bis Samoa im Osten, den Philippinen und Mikronesien im Norden und dem Great Barrier Reef im Süden vorkommt.

## Merkmale
Der kleine Lippfisch erreicht eine Gesamtlänge von 9,5 cm. Pseudocheilinops ataenia ist relativ hochrückig, die Gesamtlänge liegt beim 2,3- bis 2,6-fachen der Körperhöhe. Das Kopfprofil ist gerade, die Schnauze zugespitzt.  In beiden Kiefern befinden sich vorne 2 Paare größerer, konischer Zähne. Dahinter befinden sich zwei Reihen kleiner konischer Zähne. An den Seiten von Ober- und Unterkiefer liegt jeweils eine Reihe kleiner, konischer Zähne. Bei älteren Exemplaren bilden sich auf den ersten 4 Flossenstrahlen der Rückenflosse lange Filamente. Die Bauchflossen sind kurz, die Schwanzflosse ist abgerundet. Die Seitenlinie ist durchgehend. Der Kopf mit Ausnahme der Region zwischen den Augen, der Schnauze und dem Kinn ist mit relativ großen Schuppen bedeckt.
Morphometrie:
- Flossenformel: Dorsale X/10; Anale III/9; Pectorale ii/11; Caudale 10.
- Schuppenformel: SL 24.
- Branchiostegalstrahlen: 5.

Pteragogus cryptus ist hellrot bis bräunlich gefärbt, wobei die Bauchseite und die Unterseite des Kopfes heller ist. Die Ränder der Schuppen sind hell abgesetzt. Auf den Körperseiten, vor allem entlang der Seitenlinie, befinden sich verstreute weißliche Punkte. Auf dem Kiemendeckel liegt ein gelb umrandeter dunkler Fleck. Von den Augen verlaufen einige blaue Linien zur Unterseite des Kopfes. Rücken- und Afterflosse sind hellrot mit einigen unregelmäßigen weißlichen Flecken und hellblauen Linien im weichstrahligen Abschnitt. Die Strahlen der Schwanzflosse sind pink, die Flossenmembran ist gelblich mit kleinen blauen Punkten. Die Flossenmembran der Bauchflossen ist transparent mit weißen Flecken. Die Brustflossen sind weißlich und an der Basis hellrot. Die Iris ist hellgelb.

## Lebensweise
Pteragogus cryptus lebt sehr versteckt in Korallenriffen in Tiefen von 2 bis 67 Metern zwischen Algen und Weichkorallen und ernährt sich von kleinen, bodenbewohnenden Wirbellosen.